# Pointe des Salines
La pointe des Salines est un cap de Martinique situé à Sainte-Anne. 
Elle forme avec pointe Pie, les deux extrémités de la grande anse des Salines.

## Notes et références

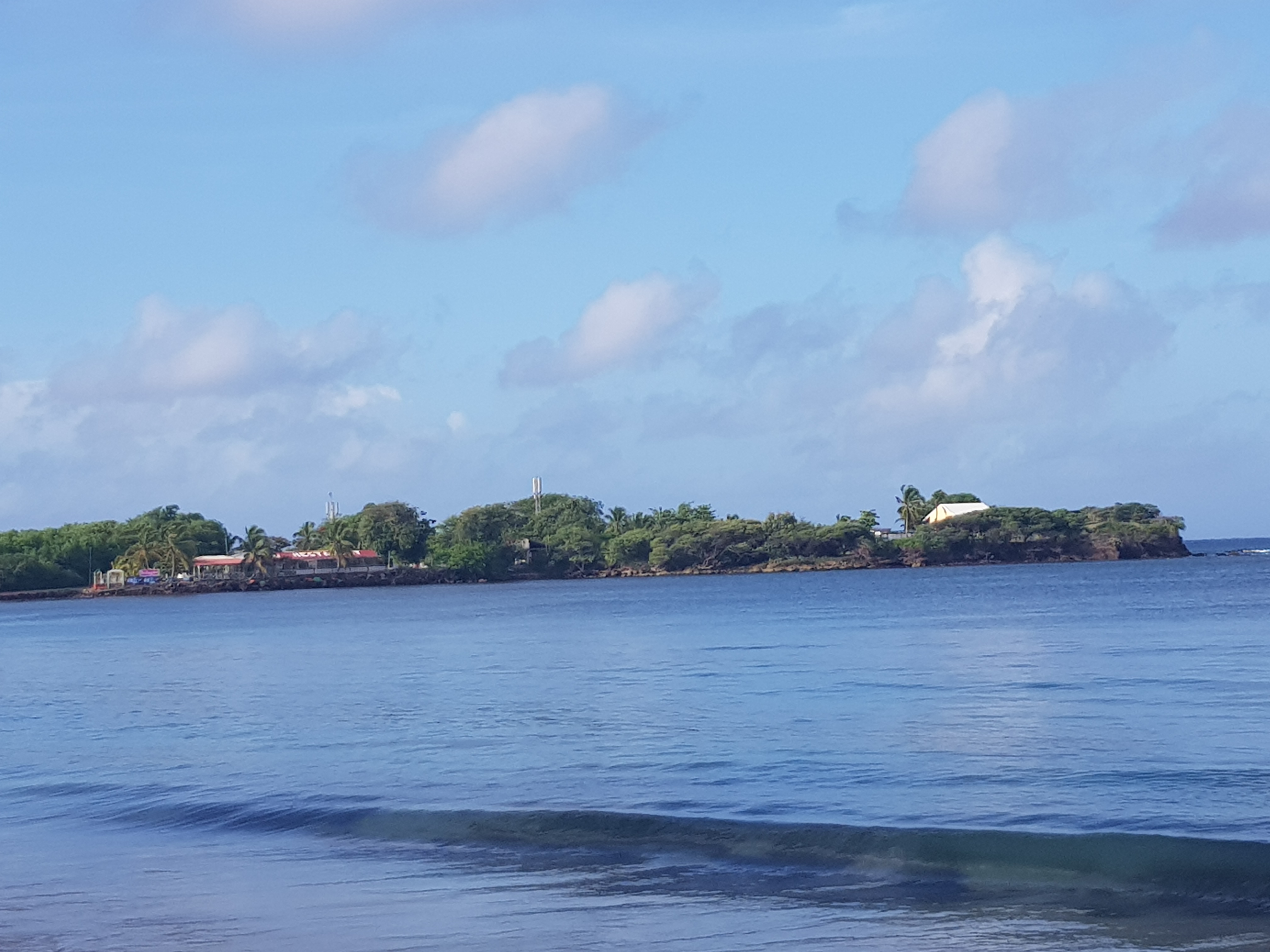
Pointe des Salines